# Aubitz
Aubitz ist ein Weiler der Gemeinde Petersberg im Saale-Holzland-Kreis in Thüringen.

## Geografie
Der Weiler liegt nordwestlich von der Kreisstadt Eisenberg in etwa einem Kilometer Entfernung, Petersberg ist nur 500 m entfernt. Westlich der Ansiedlung fließt die Wethau. Die Anschlussstelle zur Bundesautobahn 9 ist etwa nach 500 m zu erreichen. Der Weiler aus ehemaligen Bauernhöfen liegt geschützt in einer kleinen Talmulde umgeben von Wiesen und Feldern. Östlich beginnt auf den Anhöhen Wald. Die Einwohnerzahl liegt um die 30 (1964: 37, VZ 1971: 35) (Volkszählungsergebnisse).

## Geschichte
Im September 1219 wurde die kleine Ansiedlung erstmals urkundlich erwähnt. Aubitz gehörte zum wettinischen Kreisamt Eisenberg, welches aufgrund mehrerer Teilungen im Lauf seines Bestehens unter der Hoheit verschiedener Ernestinischer Herzogtümer stand. 1826 kam der Ort mit dem Südteil des Kreisamts Eisenberg und der Stadt Eisenberg vom Herzogtum Sachsen-Gotha-Altenburg zum Herzogtum Sachsen-Altenburg. Ab 1920 gehörte er zum Freistaat Thüringen.
Der mitten in der Gemarkung eingerichtete Weiler ist eine Folge der Landbebauung aus ökonomischen Gründen der damaligen Zeit. Vielleicht hat das im Ort Petersberg damals vorhandene Kloster auch die Ansiedlung mit gefördert. Nach der deutschen Wiedervereinigung hatte ein Wiedereinrichter den Mut, selbständig Land zu bewirtschaften. Seitdem sind die Flächen um den Weiler mit einer Höhenfleckviehherde besetzt.

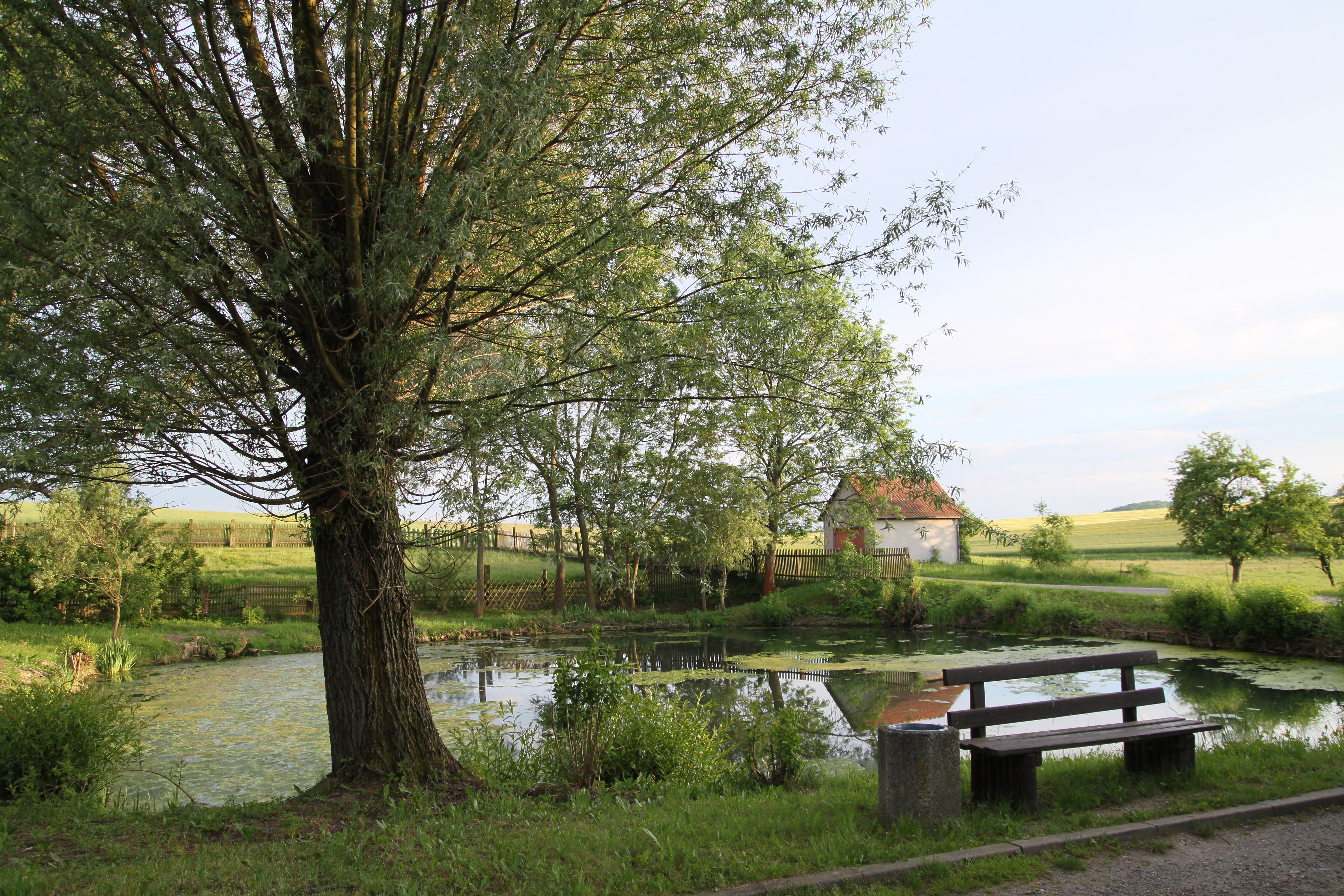
Dorfteich in Aubitz